# Präsidentschafts- und Parlamentswahl in Peru 2011
Die Präsidentschafts- und Parlamentswahl in Peru 2011 fand am 10. April statt. Die Stichwahl der Präsidentenwahl wurde am 5. Juni durchgeführt.
Bei ihr wurden der Staatspräsident, zwei Vizepräsidenten, die Mitglieder des Kongress und fünf Mitglieder für das Andenparlament gewählt.

## Präsidentschaftswahl

### Kandidaten
Der amtierende Präsident Alan García durfte nicht wieder kandidieren, da die Verfassung keine zwei aufeinander folgende Amtszeiten zulässt. Die Kandidatin seiner Partei APRA, Mercedes Aráoz, hat ihre Kandidatur zurückgezogen. Es verblieben 11 Kandidaten. Die wichtigsten waren:
| Kandidat              | Partei/Koalition             | Sonstiges                                                                        |
| --------------------- | ---------------------------- | -------------------------------------------------------------------------------- |
| Alejandro Toledo      | Alianza Perú Posible         | Toledo war bereits von 2001 bis 2006 Präsident.                                  |
| Ollanta Humala        | Partido Nacionalista Peruano | Verlor bei der Präsidentschaftswahl 2006 im 2. Wahlgang knapp gegen Alan García. |
| Keiko Fujimori        | Fuerza 2011                  | Die Tochter des ehemaligen Präsidenten Alberto Fujimori.                         |
| Pedro Pablo Kuczynski | Alianza por el Gran Cambio   | Wirtschafts- und Premierminister während der Präsidentschaft Toledos.            |
| Luis Castañeda        | Alianza Solidaridad Nacional | Ehemaliger Bürgermeister von Lima.                                               |

### Umfragen
| Monat          | Institut | Alejandro Toledo | Ollanta Humala | Keiko Fujimori | Pedro Pablo Kuczynski | Luis Castañeda |
| -------------- | -------- | ---------------- | -------------- | -------------- | --------------------- | -------------- |
| September 2010 | CPI      | 14,6 %           | 9,8 %          | 19,6 %         | 1,2 %                 | 23,1 %         |
| März 2011      | IMA      | 23,9 %           | 21,9 %         | 17,6 %         | 16,9 %                | 13,8 %         |
| April 2011     | Datum    | 16,7 %           | 26,5 %         | 19,4 %         | 15,6 %                | 10,1 %         |

### Zusammenfassung der Ergebnisse
Da keiner der Präsidentschaftskandidaten die absolute Mehrheit erreichen konnte, wurde am 5. Juni eine Stichwahl zwischen Ollanta Humala und Keiko Fujimori abgehalten, die von Humala gewonnen wurde. Humala wurde am 28. Juli 2011 als Perus 94. Präsident vereidigt. Nach einer Verfassungsreform im Jahr 2009 wählten die Peruaner erstmals 130 statt wie bisher 120 Kongressabgeordnete.
Die beiden verbliebenen Kandidaten nahmen sehr unterschiedliche politische Positionen ein und der Wahlkampf war von Polarisierung geprägt. Humala nannte als seine Ziele eine gerechtere Verteilung der Einkommen aus den natürlichen Ressourcen des Landes. Momentan herrscht trotz hoher Einnahmen aus dem Bergbau unter weiten Teilen der Bevölkerung große Armut. Außerdem nannte er die Beibehaltung des in den letzten Jahren meist hohen Wirtschaftswachstums. Kritisch beäugt wurde er vor allem von den Unternehmen und Teilen der Mittelschicht aufgrund seiner kapitalismuskritischen Ansichten sowie seiner noch im Wahlkampf 2006 betonten Nähe zu Hugo Chávez. In der Kampagne 2011 distanzierte sich Humala jedoch öffentlich von diesem und berief sich vor allem auf den ehemaligen brasilianischen Präsidenten Luiz Inácio Lula da Silva als Vorbild. Keiko Fujimori sprach sich für eine liberalisierte Wirtschaftspolitik und eine schärfere Sicherheitspolitik aus. Kritik erfuhr sie unter anderem von Menschenrechtsorganisationen, die eine Fortsetzung der Politik ihres Vaters befürchteten.
Vor dem zweiten Wahlgang sprachen sich die beiden ausgeschiedenen Kandidaten Pedro Pablo Kuczynski und Luis Castañeda für die Wahl von Fujimori aus.  Alejandro Toledo unterstützte in der Stichwahl hingegen Humala. Der ehemalige peruanische Präsidentschaftskandidat und Literat Mario Vargas Llosa unterstützte diesen ebenso, obwohl sich seine politische Haltung eigentlich deutlich von der Humalas unterscheidet. Zwar sei es eine Wahl zwischen Aids und Krebs im Endstadium, aber unter Keiko Fujimori drohe die Rückkehr zur Diktatur und daher sei Humala das kleinere Übel.
51,45 Prozent der Wähler wählten Humala und 48,55 Prozent Fujimori. Humala wurde am 28. Juli neuer Staatspräsident von Peru.
Beim zweiten Wahlgang wurden probeweise im Distrikt Paracán (Provinz Cañete) erstmals Wahlcomputer eingesetzt.

### Ergebnis
| Kandidaten                               | Kandidaten               | Parteien                                                        | 1. Wahlgang | 1. Wahlgang | 2. Wahlgang | 2. Wahlgang |
| Kandidaten                               | Kandidaten               | Parteien                                                        | Stimmen     | %           | Stimmen     | %           |
| ---------------------------------------- | ------------------------ | --------------------------------------------------------------- | ----------- | ----------- | ----------- | ----------- |
|                                          | Ollanta Humala           | Gana Perú (PNP – PCP – Sonstige)                                | 4.643.064   | 31,7        | 7.937.704   | 51,4        |
|                                          | Keiko Fujimori           | Fuerza 2011                                                     | 3.449.595   | 23,6        | 7.490.647   | 48,6        |
|                                          | Pedro Pablo Kuczynski    | Alianza por el Gran Cambio (APP – PPC – RN – PHP)               | 2.711.450   | 18,5        |             |             |
|                                          | Alejandro Toledo         | Alianza Electoral Perú Posible (Perú Posible – AP – Somos Perú) | 2.289.561   | 15,6        |             |             |
|                                          | Luis Castañeda Lossio    | Alianza Solidaridad Nacional (PSN – UPP – C90 – TPP)            | 1.440.143   | 9,8         |             |             |
|                                          | José Ñique de la Puente  | Fonavistas del Perú                                             | 37.011      | 0,3         |             |             |
|                                          | Ricardo Noriega          | Despertar Nacional                                              | 21.574      | 0,1         |             |             |
|                                          | Rafael Belaúnde Aubry    | Adelante                                                        | 17.301      | 0,1         |             |             |
|                                          | Juliana Reymer           | Fuerza Nacional                                                 | 16.831      | 0,1         |             |             |
|                                          | Humberto Pinazo          | Justicia, Tecnologia, Ecologia                                  | 11.275      | 0,1         |             |             |
|                                          | Manuel Rodríguez Cuadros | Partido Descentralista Fuerza Social                            | 9.358       | 0,1         |             |             |
| Gesamt                                   | Gesamt                   | Gesamt                                                          | 14.647.163  | 100         | 15.428.351  | 100         |
|                                          |                          |                                                                 |             |             |             |             |
| Ungültige Stimmen                        | Ungültige Stimmen        | Ungültige Stimmen                                               | 2.052.571   | 12,3        | 1.038.046   | 6,3         |
| Wähler                                   | Wähler                   | Wähler                                                          | 16.699.734  | 83,7        | 16.466.397  | 82,5        |
| Wahlberechtigte                          | Wahlberechtigte          | Wahlberechtigte                                                 | 19.949.915  |             | 19.949.915  |             |
|                                          |                          |                                                                 |             |             |             |             |
| Quellen: ONPE, 1. Wahlgang – 2. Wahlgang |                          |                                                                 |             |             |             |             |

## Parlamentswahl

### Ergebnis
| Listen                                             | Listen                                                          | Stimmen    | %    | Mandate |
| -------------------------------------------------- | --------------------------------------------------------------- | ---------- | ---- | ------- |
|                                                    | Gana Perú (PNP – PCP – Sonstige)                                | 3.245.003  | 25,3 | 47      |
|                                                    | Fuerza 2011                                                     | 2.948.781  | 23,0 | 37      |
|                                                    | Alianza Electoral Perú Posible (Perú Posible – AP – Somos Perú) | 1.904.180  | 14,8 | 21      |
|                                                    | Alianza por el Gran Cambio (APP – PPC – RN – PHP)               | 1.851.080  | 14,4 | 12      |
|                                                    | Alianza Solidaridad Nacional (PSN – UPP – C90 – TPP)            | 1.311.766  | 10,2 | 9       |
|                                                    | Alianza Popular Revolucionaria Americana                        | 825.030    | 6,4  | 4       |
|                                                    | Cambio Radical                                                  | 347.475    | 2,7  | –       |
|                                                    | Fonavistas del Perú                                             | 170.052    | 1,3  | –       |
|                                                    | Partido Descentralista Fuerza Social                            | 108.200    | 0,8  | –       |
|                                                    | Adelante                                                        | 42.276     | 0,3  | –       |
|                                                    | Fuerza Nacional                                                 | 37.633     | 0,3  | –       |
|                                                    | Despertar Nacional                                              | 30.190     | 0,2  | –       |
|                                                    | Justicia, Tecnologia, Ecologia                                  | 17.478     | 0,1  | –       |
| Gesamt                                             | Gesamt                                                          | 12.839.144 | 100  | 130     |
|                                                    |                                                                 |            |      |         |
| Ungültige Stimmen                                  | Ungültige Stimmen                                               | 3.862.475  | 23,1 |         |
| Wähler                                             | Wähler                                                          | 16.701.619 | 83,7 |         |
| Wahlberechtigte                                    | Wahlberechtigte                                                 | 19.949.915 |      |         |
|                                                    |                                                                 |            |      |         |
| Quellen: ONPE, Insgesamt – Ergebnis nach Distrikte |                                                                 |            |      |         |